# Kommunität Grimnitz

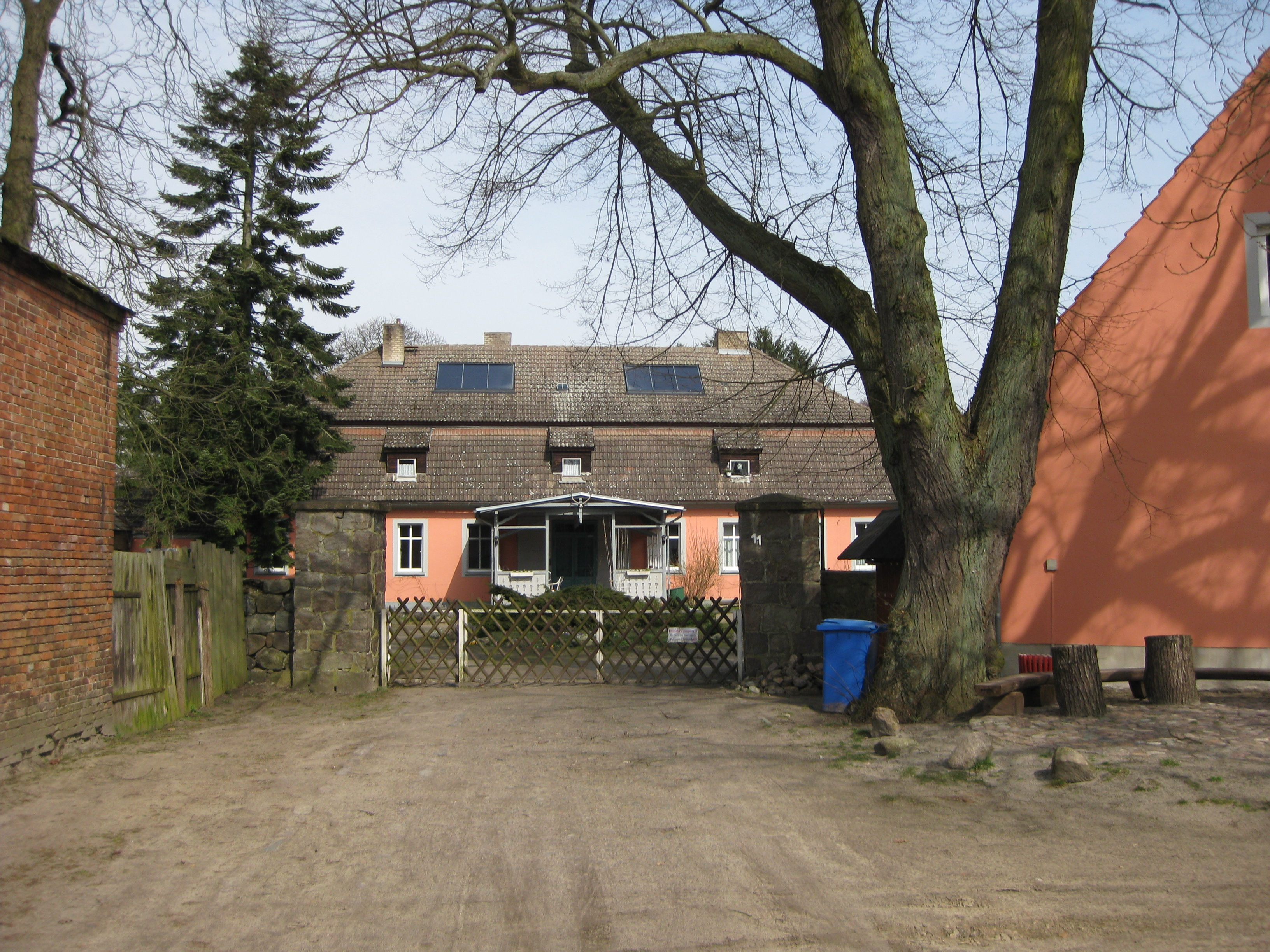
Ehemaliges Forstamt Grimnitz, heute Sitz der Kommunität Grimnitz

Die Kommunität Grimnitz e.V. ist eine christlich-evangelische Kommunität im Kirchenkreis Barnim. Sie ist in Joachimsthal, im Ortsteil Grimnitz, beheimatet und bewirtschaftet seit 1998 ein Haus mit großem Hof und Garten am Rande der Stadt Joachimsthal etwa 70 km nordöstlich von Berlin.

## Geschichte
1997 gründete eine Gruppe junger Absolventen des ehemaligen Berliner Predigerseminars, denen keine Pfarrstelle angeboten werden konnte, eine Selbsthilfegruppe. Sie beschlossen, gemeinsam mit einem Dozenten des Predigerseminars aufs Land zu ziehen und bibelorientiert zu leben. Die Idee, in einer „Vita communis“ (im Sinne Dietrich Bonhoeffers) zu leben, zog weitere Interessenten an. Zu ihnen gehörten Menschen kurz vor dem oder im Ruhestand wie der ehemalige DDR-Bürgerrechtler und frühere Studienleiter der Evangelischen Akademie Mülheim, Hans-Jürgen Fischbeck, der seit 2002 Mitglied der Kommunität ist.
Zunächst pachtete die Gemeinschaft im ehemaligen Fischerdorf Alt-Grimnitz bei Joachimsthal einen Gutshof und einige kleinere Ländereien. Hierzu gründeten sie den gemeinnützigen Verein „Kommunität Grimnitz e.V.“ zur Förderung christlichen Lebens im Bereich der Evangelischen Kirche Berlin-Brandenburg. Die Bewohner des Gutes, die eigentliche „Lebensgemeinschaft vor Ort“, bestand zunächst aus fünf bis sieben ständigen Bewohnern. Schon bald kamen weitere aktive Mitglieder, finanzielle Förderer, Dauergäste und Helfer sowie auch Unterstützungsbedürftige oder Praktikanten hinzu. Hieraus entwickelte sich dann das zeitweilige Mitleben in der Gemeinschaft.
2003 erfolgte die Trennung von den Mitgliedern der Kommunität LechLecha, die daraufhin eine eigene Gemeinschaft gründete.

## Engagement
Die Lebensgemeinschaft setzt sich für eine gemeinwesenorientierte Ökonomie ein und initiiert Beschäftigungsinitiativen jenseits der Erwerbstätigkeit. Sie bemüht sich um die Integration von Migranten, dieses wird von der Stiftung Interkultur München gefördert. Sie lebt bewusst nach ökologischen Kriterien mit exemplarischer Selbstversorgung und setzt sich für ein gerechtes Teilen mit ausgegrenzten Menschen außerhalb Europas, so zum Beispiel in Argentinien, Kolumbien und Tansania, ein. Die Kommunität führt internationale Jugendbegegnungen und evangelische Erwachsenen- und Weiterbildung mit Seminaren, Ausstellungen und Exkursionen durch und bietet die Möglichkeit des „Klosters auf Zeit“ an. Hierzu steht ein eigenes Gästehaus mit 24 Betten zur Verfügung.

## Quelle
- Belliner Bote, Hrsg. Haus der Stille Bellin e.V.